# Pretoriamyia munroi
Pretoriamyia munroi är en tvåvingeart som beskrevs av Charles Howard Curran 1927. Pretoriamyia munroi ingår i släktet Pretoriamyia och familjen parasitflugor. Inga underarter finns listade i Catalogue of Life.